# Torneo Interbritannico 1890
Il Torneo Interbritannico 1890 fu la settima edizione del torneo di calcio conteso tra le Home Nations dell'arcipelago britannico. Il torneo fu vinto congiuntamente dalla nazionale inglese e quella scozzese. Questo torneo viene ricordato anche per le due partite giocate simultaneamente dall'Inghilterra con Galles e Irlanda il 15 marzo 1890. Naturalmente, l'Inghilterra si servì di due diverse squadre per giocare queste due partite.

## Risultati
| Data            | Luogo      | Squadra 1 | Risultato | Squadra 2   |
| --------------- | ---------- | --------- | --------- | ----------- |
| 8 febbraio 1890 | Wrexham    | Galles    | 5 - 2     | Irlanda     |
| 15 marzo 1890   | Shrewsbury | Galles    | 1 - 3     | Inghilterra |
| 15 marzo 1890   | Belfast    | Irlanda   | 1 - 9     | Inghilterra |
| 22 marzo 1890   | Paisley    | Scozia    | 5 - 0     | Galles      |
| 29 marzo 1890   | Belfast    | Irlanda   | 1 - 4     | Scozia      |
| 5 aprile 1890   | Glasgow    | Scozia    | 1 - 1     | Inghilterra |

## Classifica
| Pos | Squadra     | Pti | G | V | N | P | GF | GS |
| --- | ----------- | --- | - | - | - | - | -- | -- |
| 1   | Inghilterra | 5   | 3 | 2 | 1 | 0 | 13 | 3  |
| 1   | Scozia      | 5   | 3 | 2 | 1 | 0 | 10 | 2  |
| 3   | Galles      | 2   | 3 | 1 | 0 | 2 | 6  | 10 |
| 4   | Irlanda     | 0   | 3 | 0 | 0 | 3 | 4  | 18 |

## Vincitori
| Campioni 1890 Inghilterra |

| Scozia |